# National Basketball League (Stati Uniti d'America)
La National Basketball League, (NBL), è stata una lega professionistica di pallacanestro degli Stati Uniti tra il 1937 e il 1949.

## Storia
La NBL iniziò la sua storia con 13 squadre precedentemente indipendenti nel 1937-1938. La lega fu creata da tre corporation: la General Electric, la Firestone e la Goodyear. Per la maggior parte si trattava di squadre appartenenti a piccole città della zona dei laghi e da squadre delle corporation stesse. La NBL durò per 12 anni, fondendosi nel 1949 con la Basketball Association of America (BAA), nata tre anni prima, che fu poi rinominata come National Basketball Association (NBA).
Cinque squadre della NBA hanno radici che risalgono al tempo della NBL:
- Los Angeles Lakers, allora Minneapolis Lakers
- Sacramento Kings, allora Rochester Royals
- Detroit Pistons, allora Fort Wayne Zollner Pistons
- Atlanta Hawks, allora Tri-Cities Blackhawks
- Philadelphia 76ers, allora Syracuse Nationals ("Nats")

Le prime tre entrarono a far parte della NBA nel 1948; Hawks e 76ers entrarono nella lega l'anno seguente.
Ancora esistenti sono gli Akron Goodyear Wingfoots, i primi campioni NBL nel 1937-1938. I Wingfoots sospesero la loro attività durante la seconda guerra mondiale e non furono per questo inclusi nella parziale fusione tra NBL e BAA. Invece il team rimase nella National Industrial Basketball League (NIBL), che nel 1961 divenne la National AAU Basketball League (NABL). Negli anni sessanta gli Akron Goodyear vinsero tre edizioni consecutive della Coppa Intercontinentale.

## Albo d'oro
|  | Membro del Naismith Memorial Basketball Hall of Fame |

| Stagione  | Vincitore                      | Risultato | Finalista                  | MVP                 |
| --------- | ------------------------------ | --------- | -------------------------- | ------------------- |
| 1937-1938 | Akron Goodyear Wingfoots       | 2-1       | Oshkosh All-Stars          | Leroy Edwards       |
| 1938-1939 | Akron Firestone Non-Skids      | 3-2       | Oshkosh All-Stars          | Leroy Edwards (2)   |
| 1939-1940 | Akron Firestone Non-Skids (2)  | 3-2       | Oshkosh All-Stars          | Leroy Edwards (3)   |
| 1940-1941 | Oshkosh All-Stars              | 3-0       | Sheboygan Red Skins        | Ben Stephens        |
| 1941-1942 | Oshkosh All-Stars (2)          | 2-1       | Fort Wayne Zollner Pistons | Chuck Chuckovits    |
| 1942-1943 | Sheboygan Red Skins            | 2-1       | Fort Wayne Zollner Pistons | Bobby McDermott     |
| 1943-1944 | Fort Wayne Zollner Pistons     | 3-0       | Sheboygan Red Skins        | Bobby McDermott (2) |
| 1944-1945 | Fort Wayne Zollner Pistons (2) | 3-2       | Sheboygan Red Skins        | Bobby McDermott (3) |
| 1945-1946 | Rochester Royals               | 3-0       | Sheboygan Red Skins        | Bobby McDermott (4) |
| 1946-1947 | Chicago American Gears         | 3-2       | Rochester Royals           | Bob Davies          |
| 1947-1948 | Minneapolis Lakers             | 3-1       | Rochester Royals           | George Mikan        |
| 1948-1949 | Anderson Duffey Packers        | 3-0       | Oshkosh All-Stars          | Don Otten           |

## Squadre
- Akron Firestone Non-Skids (1937-41)
- Akron Goodyear Wingfoots (1937-42)
- Anderson Duffey Packers (1946-49)
- Buffalo Bisons (1937-38)
- Chicago Bruins (1939-42)
- Chicago Studebaker Flyers (1942-43)
- Chicago American Gears (1944-47)
- Cleveland Chase Brassmen (1943-44)
- Cleveland Allmen Transfers (1944-46)
- Columbus Athletic Supply (1938-39)
- Dayton Metropolitans (1937-38)
- Dayton Rens (1948-49)
- Denver Nuggets (1948-49)
- Detroit Eagles (1939-41)
- Detroit Gems (1946-47)
- Detroit Vagabond Kings (1948)
- Flint Dow A.C.'s/Midland Dow A.C.'s (1947-48)
- Fort Wayne General Electrics (1937-38)
- Fort Wayne Zollner Pistons (1941-48)
- Hammond Ciesar All-Americans (1938-41)
- Hammond Calumet Buccaneers (1948-49)
- Indianapolis Kautskys (1937-48)
- Kankakee Gallagher Trojans (1937-38)
- Minneapolis Lakers (1947-48)
- Oshkosh All-Stars (1937-49)
- Pittsburgh Pirates (1937-39)
- Pittsburgh Raiders (1944-45)
- Richmond King Clothiers/Cincinnati Comellos (1937-38)
- Rochester Royals (1945-48)
- Sheboygan Red Skins (1938-49)
- Syracuse Nationals (1946-49)
- Toledo Jim White Chevrolets (1941-43)
- Toledo Jeeps (1946-48)
- Tri-Cities Blackhawks (1946-49)
- Warren Penns (1937-38)
- Warren Penns/Cleveland White Horses (1938-39)
- Waterloo Hawks (1948-49)
- Whiting Ciesar All-Americans (1937-38)
- Youngstown Bears (1945-47)